# Acer macropterum
Acer macropterum é uma espécie de árvore do gênero Acer, pertencente à família Aceraceae.